# Robert Austin
Robert Austin (* 31. Dezember 1825 in Epping Forest, Essex, England; † 24. Februar 1905 in Thornborough, Queensland) war ein Entdecker und Ingenieur. Er führte die Austin-Expedition von 1854, eine der ersten europäischen Entdeckungsreisen ins Inland von Western Australia. Er entdeckte Geraldton, Mount Magnet und den Murchison River.

## Leben
Seine Eltern James Gardner Austin, ein Architekt, und seine Frau Mary Ann wanderten mit ihm und seinem Bruder nach Australien aus. Sie kamen dort im Dezember 1840 an. Am 22. Oktober 1862 heiratete er in der St. John’s Church in Nord-Brisbane Catherine Douglas, mit der er zehn Kinder hatte. Austin starb am 24. Februar 1905 in Thornborough, Queensland und wurde auf dem lokalen Friedhof beerdigt. Seine Frau, vier Töchter und zwei Söhne überlebten ihn. Nach ihm ist der Lake Austin in Western Australia benannt, den er entdeckte und Great Inland Marsh nannte und später Lake Austin umbenannt wurde. Am Ufer dieses Sees wurde 1865 ein Ort gleichen Namens gegründet.

## Austin-Expedition
Er arbeitete in der Abteilung des Surveyor-Generals (oberster Landvermesser) ab 1847 15 Jahre lang als Landvermesser und war häufig im Gelände unterwegs, hauptsächlich in der Murchison- und Gascoyne-Distrikt in Western Australia.
Als er von Northam aus am 10. Juli 1854 zu einer Expedition startete, mündete diese in ein Fiasko ein. Am 21. August fraßen die Pferde Giftpflanzen; einige starben sofort, weitere eine Woche später. Er musste seine Ausrüstung zurücklassen und das Expeditionsziel wurde aufgegeben. In dieser verzweifelten Lage schoss sich ein Expeditionsteilnehmer in den Arm und verstarb eine Woche später. Als die Temperaturen weiter anstiegen, wurde das Wasser knapp. Am 29. Oktober kehrten sie ungefähr 160 Kilometer von der Mündung des Gascoyne River entfernt um, da sie lediglich für weitere zwei Tage Wasser hatten. Über diese Lage schrieb Austin:
„the whole of the party stripped and buried in the sand under the shade of their blankets thrown over a bush, and our horses standing up with their heads under their masters' blankets, too thirsty to feed . . . the men were drinking their own and the horses' urine, and a native I captured and kept to find water, as he knew the country, did the same, saying we should all die if I persisted in pushing on.“
(Deutsch: Die gesamte Gruppe zog sich aus und grub sich im Sand unter dem Schatten ihrer Decken ein, die sie über einen Busch ausbreiteten und unsere Pferde standen mit gesenktem Kopf unter ihren Pferdedecken, zu durstig um zu fressen... Die Männer tranken ihren eigenen oder den Urin der Pferde; ein Aborigine, den ich eingefangen hatte, hielt ich an Wasser zu finden, da er das Land kennen würde, tat das Gleiche und sagte, wir werden alle sterben, wenn ich weiterhin die Gruppe so antreibe).
Sie kehrten zu ihrem letzten Wasserloch zurück, das etwa 59 Kilometer hinter ihnen lag und erreichten anschließend Port Gregory am 25. November. Auf dem Rückweg entdeckten sie den Mount Magnet und Austin fand Spuren von Gold. Austins Claim brachte jedoch nichts ein.
Im April 1860 wurde er zum Landvermesser zweiter Klasse in Surveyor-General's Department von Queensland und im Januar 1861 zum Landvermesser erster Klasse befördert. Acht Monate später wurde er Kommissar des Kronlands und im Mai 1862 zum Straßenbau-Ingenieur des südlichen Distrikts. Im Jahre 1891 wurde Robert Austin Sergeant beim Queensland Parliament in Brisbane. In den späten 1880er Jahren widmete er sich großstädtischer Entwicklungsplanung und fertigte Gutachten an.